# جانيت غوثري
جانيت غوثري (بالإنجليزية: Janet Guthrie)‏ هي سائق سيارة سباق وفيزيائية أمريكية، ولدت في 7 مارس 1938 في آيوا سيتي في الولايات المتحدة.

## وصلات خارجية
- جانيت غوثري على موقع الموسوعة البريطانية (الإنجليزية)